# Agapetes pubiflora
Agapetes pubiflora är en ljungväxtart som beskrevs av Airy Shaw. Agapetes pubiflora ingår i släktet Agapetes och familjen ljungväxter. Inga underarter finns listade i Catalogue of Life.